# سيمون بنسون
سيمون بنسون (بالإنجليزية: Simon Benson)‏ هو رائد أعمال أمريكي، ولد في 1851 في Gausdal ‏ في النرويج، وتوفي في 5 أغسطس 1942 في لوس أنجلوس في الولايات المتحدة.